# Xã Washington, Quận Brown, Indiana
Xã Washington (tiếng Anh: Washington Township) là một xã thuộc quận Brown, tiểu bang Indiana, Hoa Kỳ. Năm 2010, dân số của xã này là 4.896 người.